# Уралоліт
Уралолі́т — мінерал, водний фосфат кальцію і берилію.

## Етимологія та історія
Назва цього мінералу утворена поєднанням назви гірської системи Урал та грецького слова «літос», що в перекладі означає «камінь» (Н. А. Григорьев, 1964).

## Загальний опис
Хімічна формула:
- 1. За Є. К. Лазаренком: CaBe3[(PO4)2|(OH)2]•4H2O.
- 2. За «Fleischer's Glossary» (2004): Ca2Be4[PO4]3(OH)3•5H2O.

Містить (%): CaO — 20,67; BeO — 15,45; P2O5 — 39,09; H2O — 24,79.
Сингонія моноклінна. Утворює стяжіння, складені з радіальних сферолітів і снопоподібних зростків кристалів. Густина 2,14. Тв. 2,5. Безбарвний. Агрегати білі, жовтуваті, коричнюваті. Блиск шовковистий, скляний.

## Розповсюдження
Знайдений на Уралі як гіпергенний мінерал у каолініт-гідромусковітових породах. Асоціює з берилом, мораеситом, глюцином, флюоритом, апатитом.